# 진광인
진광인(晉光仁, 1128년 ~ 1186년)은 고려의 문신이다. 본관은 남원(南原). 관직은 병부시랑(兵部侍郞)에 이르렀다.

## 생애
고려 의종 때에 삼척현위(三陟縣尉)로 파견되어 치적이 있었으며, 무신정권이 수립된 이후인 1171년(명종 1) 사경원판관(寫經院判官)에 이어 대영승(大盈丞), 대관령(大官令), 전중시어사(殿中侍御史), 이부원외랑(吏部員外郎), 고공낭중(考功郎中), 어사잡단(御史雜端) 등을 역임하였다.
1178년 음력 3월 17일(양력 4월 6일) 전중시어사(殿中侍御史)를 지냈을 때 신해 죄수를 재심하고 각 도(道)의 찰방사(察訪使)가 형틀을 씌워 압송한 탐관오리[贓吏] 35인을 사면하였다. 대감(臺監) 전중시어사(殿中侍御史) 진광인(晉光仁)이 이들을 탄핵하지 못하였으므로 어사대(御史臺)가 탄핵하였으나 결국 그들을 사면하였다.
고려 명종 때 어사로서 무신 권력자 정중부(鄭仲夫)의 가노(家奴)를 국문하였다가 화를 입을 뻔하기도 하였다. 정중부의 가노(家奴)가 금령을 어기고 자주빛 비단 적삼[紫羅衫]을 입었는데, 대리(臺吏)가 소유(所由)에게 명령하여 그것을 벗기도록 하였다. 가노(奴)가 소유를 때리고 달아나니, 대리가 더욱 분개하여 행인들에게 부탁하여 그를 잡았다. 다음 날, 중승(中丞) 송저(宋詝)와 어사(御史) 진광인(晉光仁)이 그를 포박하고 문초하니 정중부가 화를 내면서 병사를 거느리고 어사대에 이르러 송저 등을 죽이려고 하였다. 왕은 정중부의 화가 풀리지 않는 것을 두려워하여, 송저를 파직하고 진광인을 공부원외랑(工部員外郞)으로 좌천시켰다.
1185년 병부시랑(兵部侍郞)에 이르렀다.

## 가족 관계
- 조부 : 진중선(晉仲善)
  - 사위 : 추밀원부사 채정(蔡靖)